# Thomson, Illinois
Thomson är en ort i Carroll County i delstaten Illinois, USA.